# 趙安 (明)
趙 安（ちょう あん、1374年 - 1444年）は、明代の軍人。本貫は臨洮府狄道県。

## 生涯
洪武年間、従兄の趙琦が都指揮同知として、罪に問われて死ぬと、趙安は一兵士として甘州に流された。1403年（永楽元年）、入朝して馬を献上し、臨洮百戸の位を受け、西域への使節をつとめた。永楽帝の漠北遠征に従って功績を挙げ、都指揮同知に累進した。
1427年（宣徳2年）、松潘のチベット系諸族が反乱を起こすと、趙安は左参将となり、総兵陳懐に従って反乱を鎮圧し、都督僉事に進んだ。ときにウリャンカイ征討の議論が起こると、趙安は宣徳帝の命を受けて史昭とともに軍を率いて北京に赴いた。ほどなくウリャンカイが来朝すると、趙安は原衛に帰った。烏思蔵への使節をつとめ、1429年（宣徳4年）に帰国した。1430年（宣徳5年）、左参将として史昭に従って曲先を討ち、多くを捕斬した。1434年（宣徳9年）、中官の宋成らが烏思蔵への使節をつとめると、趙安は宣徳帝の命を受けて兵1500人を率いて宋成を送った。ほどなく侍郎の徐晞とともに塞北に進出して北元のアダイ・ハーンとドルジ・ベクを討ち、これを撃破した。
1436年（正統元年）、趙安は都督同知に進み、右副総兵官となり、任礼に協力して甘粛に駐屯した。1437年（正統2年）、蔣貴とともに塞北に進出し、モンゴル軍を掃討したが、功績を挙げられなかった。1438年（正統3年）、王驥・任礼・蔣貴とともに道を分かれて進軍し、刁力溝までいたって右丞・ダルガチら30人を捕らえた。功績により会川伯に封じられた。1439年（正統4年）、涼州に移駐した。趙安の家は臨洮にあり、姻戚の多くが反乱側についていたため、副使の陳斌がこのことを奏聞した。また涼州において多くの無頼の者を招いて僮奴とし、民衆を騒がせたことから、御史の孫毓に弾劾された。英宗はいずれも不問に付した。1444年（正統9年）12月、死去した。享年は71。
子の趙英が指揮使となり、功績を立てて、都督同知に進んだ。